# Federação Acreana de Futsal
La Federação Acreana de Futsal (conosciuta con l'acronimo di FAFS) è un organismo brasiliano che amministra il calcio a 5 nella versione FIFA per lo stato dell'Acre.
Fondata il 24 agosto 1978, la FAFS ha sede nel capoluogo Rio Branco ed ha come presidente Auzemir Martins de Souza. La sua selezione non ha mai vinto il Brasileiro de Seleções de Futsal, e non è mai giunto sul podio della medesima competizione.